# Tagma (Byzantijnse Rijk)

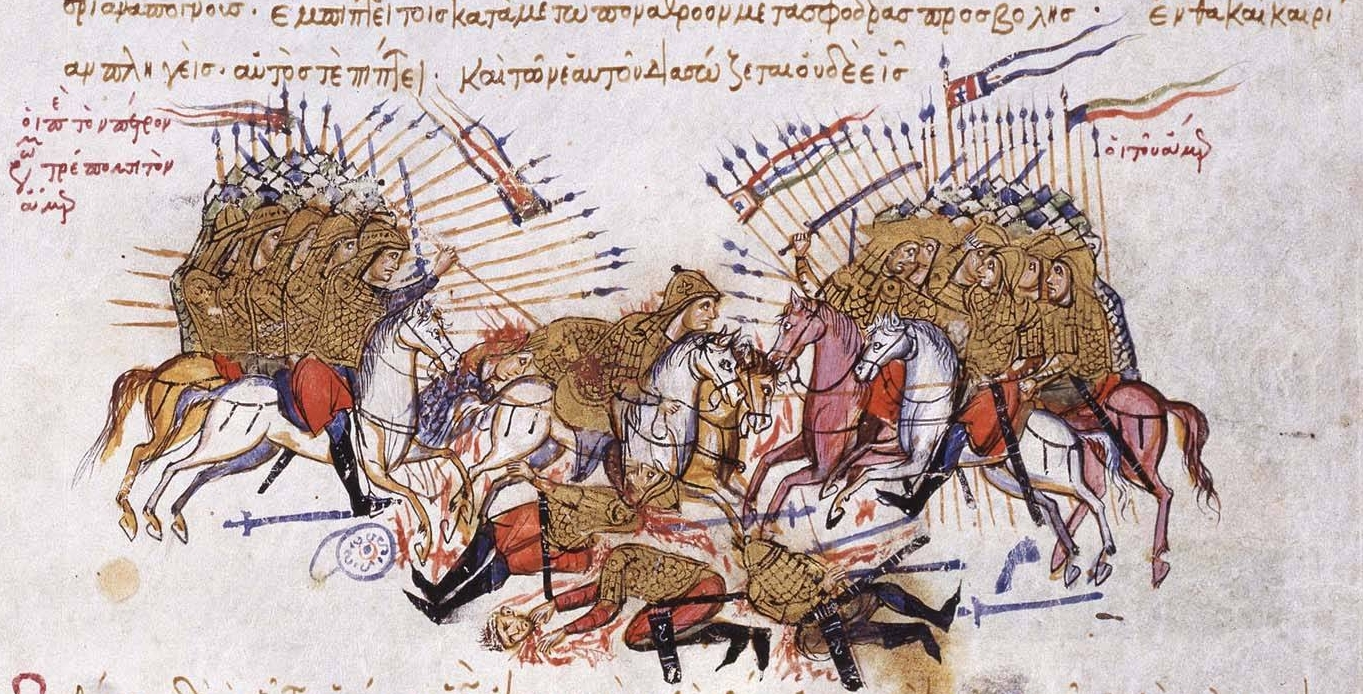
Byzantijnse cavalerie in gevecht met Arabische soldaten in de 8e eeuw, uit een 13e-eeuws manuscript.

Een tagma (τάγμα) was een elite-eenheid in het Byzantijnse leger tussen de 8e en de 11e eeuw. De tagmata waren keizerlijke eenheden die in principe op campagne gingen met de keizer of in opdracht van de keizer, maar de infanterie-eenheden bleven meestal in Constantinopel om het keizerlijke paleis te bewaken. Als permanente professionele soldaten, in tegenstelling tot de themata, die slechts opgeroepen werden wanneer nodig, vormden ze ook de ruggengraat van het Byzantijnse leger en de kern van de offensieve acties in de 10e eeuw. Het systeem verdween vrij plots in de 11e eeuw, toen de keizers meer leunden op huurlingen en buitenlandse troepen.

## Oprichting

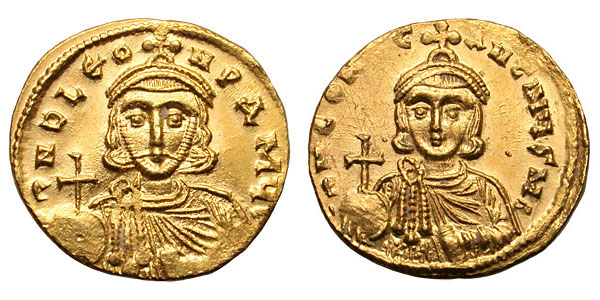
Munt van Leo III (L) en Constantijn V (R).

Tijdens de 8e eeuw waren de oude keizerlijke lijfwachten geen actieve soldaten meer, die de keizer niet meer afdoende konden beschermen tegen opstandige soldaten. Vooral de soldaten van de themata in de buurt van Constantinopel, in het bijzonder de Opsikion vormden een bedreiging. Na de vijfde opstand sinds de oprichting van de thema in de 7e eeuw, besloot keizer Constantijn V nieuwe legereenheden op te richten ter vervanging van de keizerlijke lijfwachten. De nieuwe eenheden bestonden zowel uit de oude lijfwachten als soldaten uit themata in de buurt van Constantinopel.
Initieel werden er zes eenheden opgericht, drie uitsluitend cavaleristen en drie infanteristen. De infanterie-eenheden waren in of rond Constantinopel gelegerd en bestonden uit de Noumeroi, een garnizoen voor de stad, de Teichistai, die de muren van de stad bemanden en de Optimatoi, die verantwoordelijk waren voor de bagagetrein van het Byzantijnse leger. De cavalerietagmata waren verder van Constantinopel gestationeerd en kwamen voort uit de keizerlijke lijfwachten. De Scholai waren de meest prestigieuze eenheid en kwamen rechtstreeks voort uit het regiment lijfwachten opgericht door keizer Constantijn I. De Exkoubitoi werden opgericht door Leo I en de Vigla door keizerin Irene. In de 9e eeuw werd onder keizer Nikephoros I een extra cavalerietagma opgericht, de Hikanatoi. Hoewel de tagmata nieuw opgericht waren, ging de kern van ieder eenheid terug op het leger van het Romeinse Rijk.

## Structuur

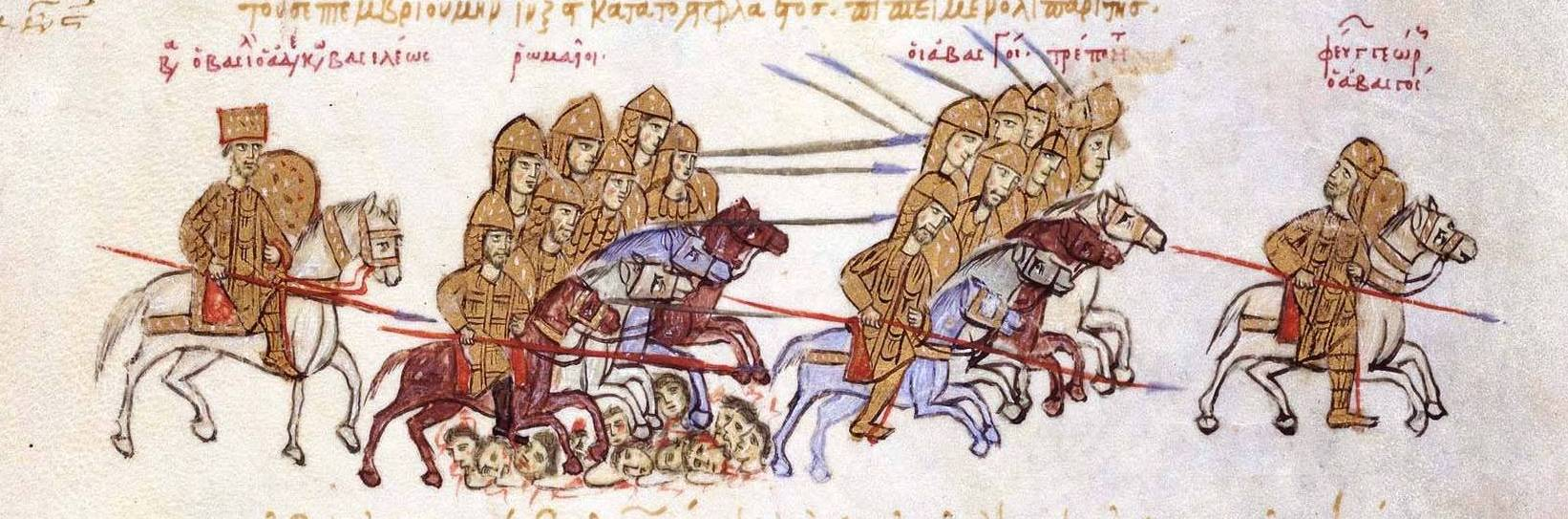
Byzantijnse cavalerie in een 12e-eeuws manuscript.

Alle tagmata stonden onder leiding van een domestikos, behalve de Vigla, die geleid werden door een drungarius en de Teichistai door een comes. De tagmata waren verdeeld in twee eenheden van elk 2000 soldaten, die vaak gelegerd waren aan weerszijden van de Bosporus, met één eenheid in Klein-Azië en één eenheid in het westen, meestal in Griekenland of Thracië. Beide eenheden werden geleid door een toporteretai. De regimenten van 2000 soldaten bestonden op hun beurt uit tien bandai van elk 200 soldaten onder leiding van een comes. In tegenstelling tot de themata beschikten de tagmata ook over een permanent korps officieren. Het belangrijkste verschil met de themata was evenwel dat de tagmata het volledige jaar in militaire dienst waren, terwijl de themata enkel opgeroepen werden wanneer het territorium van een thema direct bedreigd werd, of wanneer er een grote campagne werd opgezet.
De meeste soldaten van de tagmata waren afkomstig uit de themata en beschikten dus ook over militaire landerijen, die hen in staat moesten stellen om in hun eigen onderhoud te voorzien. Omdat de meeste tagmata cavalerie-eenheden waren, was dit land extra belangrijk. Het onderhouden van paarden was immers niet goedkoop. Deze landen waren erfelijk, maar in tegenstelling tot feodaal Europa kwamen ze met de verplichting om legerdienst uit te oefenen en konden ze niet vervreemd worden van hun land.

## Geschiedenis

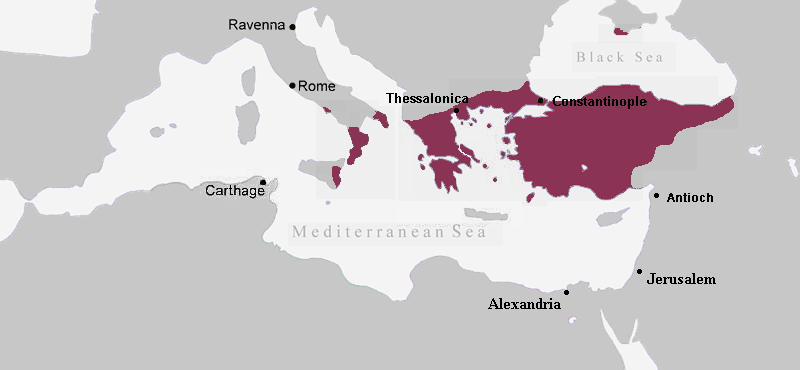
Het Byzantijnse Rijk in de 9e eeuw.

Al snel na hun oprichting werden de tagmata ingezet bij het uitbreiden van de Byzantijnse controle over Thracië, dat bedreigd werd door de Bulgaren en de Slaven die zich in het binnenland van Griekenland hadden gevestigd. Het belang van de tagmata was hier des te groter omdat Thracië nog geen deel uitmaakte van een thema en dus geen permanent garnizoen had. Ook in het oosten werden ze meteen in de strijd geworpen tegen de Arabische raids die Klein-Azië troffen.
De tagmata vormden de kern van de meeste offensieve operaties van het Byzantijnse leger omdat ze het volledige jaar onder de wapens waren en daardoor beter getraind en altijd beschikbaar waren. Ze werden ook ingezet in grensgebieden waar nog geen thema was opgericht of waar de grens bedreigd werd. Bij offensieve operaties werden aanvullende soldaten opgeroepen uit de themata, al werd dit bij kleine operaties vaak niet gedaan omdat het oproepen van themata bijzonder lang duurde.
De domestikos, de commandant van een tagma, had een hoge positie aan het Byzantijnse hof. Binnen de tagmata was de Scholai de belangrijkste eenheid en zijn commandant, de domestikos ton scholon, was een van de meest invloedrijke militairen aan het hof. Vanaf de 9e en 10e eeuw zou hij de facto de positie van opperbevelhebber van het Byzantijnse leger worden. Uit de rangen van de domestoi kwamen in de 11e eeuw minstens twee keizers voort Nikephoros II Phokas en Johannes I Tzimiskes.
Tijdens de 11e eeuw bestonden de tagmata in totaal uit ongeveer 24.000 soldaten. Vanaf de tweede helft van de 11e eeuw was er een algehele neergang binnen het leger van Byzantium en ook de tagmata ontsnapten hier niet aan. Na de slag bij Manzikert, toen een groot deel van het Byzantijnse leger vernietigd werd, verdwenen ook de tagmata en werd hun rol overgenomen door huurlingen en buitenlandse solaten.